# Real Plaza de Trujillo
 (juillet 2015).
Si vous disposez d'ouvrages ou d'articles de référence ou si vous connaissez des sites web de qualité traitant du thème abordé ici, merci de compléter l'article en donnant les références utiles à sa vérifiabilité et en les liant à la section « Notes et références ».
Le Real Plaza de Trujillo (français: Place royale de Trujillo) est un centre commercial situé dans la ville péruvienne de Trujillo. Son inauguration a lieu le 15 novembre 2007 sous la direction de son propriétaire, le groupe Interbank.
Avec une extension de 81 000 m2, la construction de ce centre a demandé un investissement d'environ 100 millions de soles, ainsi que la création de plus 2000 emplois directs et indirects.
Par ailleurs, le Real Plaza est divisé en deux niveaux et compte un hypermarché Plaza Vea, un magasin Oeschle, des multiplexes, des magasins d'électroménagers, une aire de restauration, une salle de jeux, de petites boutiques, un gymnase et une discothèque populaire. Il existe également un centre financier et un groupe de restaurants, nommé Plaza Gourmet.
Le 21 février 2025, le toit de l'aire de restauration du centre commercial s'est effondré, tuant huit personnes et en blessant 84 autres.